# Doubrava (rozhledna)
Doubrava je název rozhledny postavené ve Vizovických vrchách ve zlínském okrese v severní části katastru obce Loučka, jižně od města Vizovice.

## Základní informace
Rozhledna Doubrava poskytuje výhled do všech světových stran. Vidět mohou návštěvníci například Bílé Karpaty, Vizovické vrchy a Hostýnské vrchy. Přístup k rozhledně je zajištěn buď po asfaltové cestě, nebo po modré turistické stezce. Obě začínají na silnici spojující Vizovice a Loučku. Obě stoupání jsou značně strmá, jejich překonání není snadné, přestože měří pouze půl kilometru.

## Stavební a technické údaje o rozhledně
Původně postavila společnost T-Mobile Czech Republic na vrcholu roku 2002 železný stožár sloužící pro radiokomunikační účely. Rozhledna byla uvedena do provozu 17. července 2004. Stožár je vyroben ze železa a železných prvků a jeho typové označení je EXRL.